# Lista de prefeitos de Ribeirãozinho do Maranhão
Esta é a lista de prefeitos do município de Ribeirãozinho do Maranhão, estado brasileiro do Maranhão a partir de 2004.
| Nº                       | Nome                                                                           | Imagem                | Partido                                      | Vice-Prefeito                            | Início do mandato                       | Fim do mandato         | Observações                           |
|                          | Washington Luís da Silva Plácido (Pinheiro, 21.02.1960–Imperatriz, 07.01.2013) |                       | Partido da Frente Liberal PFL                | Enoque Batista da Silva (PTB)            | 1° de janeiro de 2005                   | 31 de dezembro de 2008 | Prefeito eleito em sufrágio universal |
|                          | Lourêncio Silva de Moraes (Imperatriz, 10.08.1969–)                            |                       | Partido da Social Democracia Brasileira PSDB | Geraldo Evandro Braga de Sousa (PCdoB)   | 1° de janeiro de 2009                   | 31 de dezembro de 2012 | Prefeito eleito em sufrágio universal |
|                          | Evando Viana de Araújo (Amarante do Maranhão, 07.08.1964–)                     |                       | Partido Republicano Brasileiro PRB           | Rosangela Rodrigues Coelho Santana (PSL) | 1° de janeiro de 2013                   | 31 de dezembro de 2016 | Prefeito eleito em sufrágio universal |
|                          | Geraldo Evandro Braga de Sousa (Cururupu, 05.12.1964–)                         |                       | Partido Comunista do Brasil PCdoB            | Flávio Soares Lima (PP)                  | 1° de janeiro de 2017                   | 31 de dezembro de 2020 | Prefeito eleito em sufrágio universal |
| Flávio Soares Lima (PDT) | Geraldo Evandro Braga de Sousa (Cururupu, 05.12.1964–)                         | 1° de janeiro de 2021 | Partido Comunista do Brasil PCdoB            | 31 de dezembro de 2024                   | Prefeito reeleito em sufrágio universal |                        |                                       |
|                          | Flávio Soares Lima (Imperatriz, 15.11.1973–)                                   |                       | Progressistas PP                             | Boaz Rocha (PRD)                         | 1° de janeiro de 2025                   | Atualidade             | Prefeito eleito em sufrágio universal |